# Пламен Ніколов
Пламен Ніколов (болг. Plamen Nikolov, нар. 20 серпня 1961, Дряново) — болгарський футболіст, що грав на позиції воротаря. Відомий за виступами в низці болгарських клубів, зокрема за софійські клуби «Локомотив» та «Левскі», а також у складі національної збірної Болгарії, у складі якої зайняв 4-те місце на чемпіонаті світу 1994 року. Триразовий чемпіон Болгарії, триразовий володар Кубка Болгарії.

## Клубна кар'єра
Пламен Ніколов народився у Габровській області. У дорослому футболі дебютував 1978 року виступами за команду «Локомотив» (Пловдив), в якій грав до 1981 року, взявши участь у 67 матчах чемпіонату.
У 1981 році Ніколов став гравцем клубу «Локомотив» з Софії. У складі софійської команди у сезоні 1981—1982 років футболіст став володарем Кубка Болгарії, а в 1984 році був визнаний футболістом року в країні.
У 1991 році Пламен Ніколов уклав контракт зі столичним клубом «Левскі», у складі якого грав до 1997 року. У складі «Левскі» Ніколов тричі виборював титул чемпіона Болгарії, та двічі ставав володарем Кубка Болгарії.
У 1997 році Пламен Ніколов став гравцем команди «Септемврі» (Софія), у складі якої завершив виступи на футбольних полях у 1999 році. Після завершення виступів на футбольних полях працював тренером воротарів у клубах «Спартак» (Варна), Септемврі, «Марек» (Дупниця), «Славія» (Софія), та молодіжній збірній Болгарії.

## Виступи за збірну
У 1991 році Пламен Ніколов дебютував у складі національної збірної Болгарії. У складі збірної був учасником чемпіонату світу 1994 року у США, на якому зіграв 1 матч, вийшовши на заміну замість основного воротаря збірної Борислава Михайлова. після чемпіонату світу до збірної не викликався, загалом протягом кар'єри у збірній провів у її формі 6 матчів.

## Титули і досягнення

### Командні
- Чемпіон Болгарії (3):

«Левскі»: 1992–1993, 1993–1994, 1994–1995
- Володар Кубка Болгарії (3):

«Локомотив» (Софія): 1981–1982
«Левскі»: 1991–1992, 1993–1994

### Особисті
- Футболіст року в Болгарії: 1984
- Почесний громадянин Софії (1994)[1].